# Cztery Kopy
Cztery Kopy (prononciation : [ˈt͡ʂtɛrɨ ˈkɔpɨ]) est une localité polonaise de la gmina de Herby, située dans le powiat de Lubliniec en voïvodie de Silésie.